# Paddy Burke

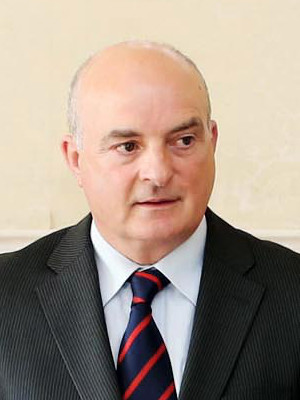
Paddy Burke

Patrick „Paddy“ Burke (irisch Pádraig de Búrca, * 15. Januar 1955) ist ein irischer Politiker (Fine Gael) und gehört seit 1993 dem Seanad Éireann, dem Oberhaus des irischen Parlaments an, dessen Vorsitz als Cathaoirleach er seit dem 25. Mai 2011 innehat.
Burke besuchte das Ballinafad College in Castlebar, das Rockwell College of Agriculture, sowie das Franciscan Brothers Agricultural College in Mount Bellew, County Galway. 
Im Jahr 1993 wurde er erstmals für die Fine Gael in den Seanad Éireann gewählt. Bei den darauffolgenden Wahlen konnte er sein Mandat stets verteidigen. Während des 22. und 23. Seanad Éireann fungierte er als stellvertretender Senatspräsident (Leas Cathaoirleach).
Vor seiner Wahl in den Seanad Éireann hatte er bereits seit 1979 dem Mayo County Council angehört. Mit der Abschaffung Dualer Mandate schied er aus diesem jedoch aus.
Burke ist verheiratet.